# 7935 Beppefenoglio
7935 Beppefenoglio è un asteroide della fascia principale. Scoperto nel 1990, presenta un'orbita caratterizzata da un semiasse maggiore pari a 3,0858449 UA e da un'eccentricità di 0,1311925, inclinata di 0,14774° rispetto all'eclittica.